# Chiesa di San Giorgio (Arena Po)
La chiesa di San Giorgio Martire, comunemente indicata come chiesa di San Giorgio, è una chiesa di impianto romanico situata ad Arena Po. Risalente all'XI secolo e parzialmente ricostruita nel XIII secolo, poi modificata nel corso dei secoli, il suo aspetto originario è stato ripristinato con i restauri effettuati nel 1930; l'abside maggiore conserva però uno stile barocco.

## Storia
La consacrazione della chiesa a san Giorgio è fatta risalire al 1022, in base a iscrizioni che si trovavano nella chiesa stessa. La data è confermata indirettamente dai documenti storici in nostro possesso, che nella prima metà dell'anno 1000 cessano di associare Arena Po alla precedente pieve di san Pietro e iniziano a citare la pieve di san Giorgio.
La differenza negli stili di costruzione fa ritenere che una parte della chiesa sia stata riedificata nel XIII secolo; non è chiaro se la chiesa sia stata danneggiata dal Terremoto di Verona del 1117, che causò gravi danni anche nel piacentino, o durante le lotte tra il Barbarossa e la Lega Lombarda la quale, nel 1175, distrusse il castello e il paese di Arena Po.
Il primo arciprete di cui si ha notizia, nel 1225, si chiamava Petrus.
Nel 1622 venne aggiunta la Cappella del Rosario sul lato settentrionale; alla metà del XVIII secolo risale invece il rifacimento dell'abside maggiore. Ulteriori costruzioni, sul lato meridionale, vennero rimosse nei restauri del 1930, curati dall'allora podestà di Arena Po, l'architetto Giuseppe Nocca.
Nel 1908 è stata dichiarata monumento nazionale.

## Descrizione
La chiesa di San Giorgio è del tipo romanico più semplice, a tre navate la maggiore delle quali ha larghezza doppia delle minori; le navate minori terminano in absidi semicircolari, mentre l'abside maggiore ha attualmente forma ottagonale e dell'originale forma semicircolare sono visibili solo le fondamenta . La pianta non ha forma di croce; ciò è piuttosto comune nella zona, come testimonia la vicina chiesa di S. Marcello a Stradella.
La facciata è a capanna, con tre portali sormontati ciascuno da una finestra: una stretta monofora sopra ogni portale minore, una larga bifora sopra il portale maggiore chiusa però dalla cassa dell'organo. Tanto la facciata quanto le proporzioni delle navate ricordano la chiesa di San Teodoro, a Pavia.
Le navate laterali presentano molte caratteristiche romaniche. Gli archi sono a crociera e le monofore sono coperte dalla volta a botte con forte strombatura.
La torre campanaria è originale e risulta essere la più antica della provincia di Pavia. Le tre campane sono in Mi3, nel sistema ambrosiano.

## Giubileo
In occasione del millenario della dedicazione della chiesa a san Giorgio, la Penitenzieria Apostolica ha indetto un anno giubilare straordinario locale dal 23 marzo 2022 al 23 marzo 2023.